# Мауріц Корнеліс Ешер
Мауріц Корнеліс Ешер (нід. Maurits Cornelis Escher МФА: [ˈmʌu̯rɪts kɔrˈneːlɪs ˈɛʃər] ( прослухати) Ма́вриц Корне́лис Е́шер; 17 червня 1898 — 27 березня 1972, Гілверсум) — нідерландський художник-графік. Відомий перш за все своїми концептуальними літографіями, гравюрами на дереві й металі, в яких він майстерно досліджував пластичні аспекти понять нескінченності і симетрії, а також особливості психологічного сприйняття складних тривимірних об'єктів.

## Біографія

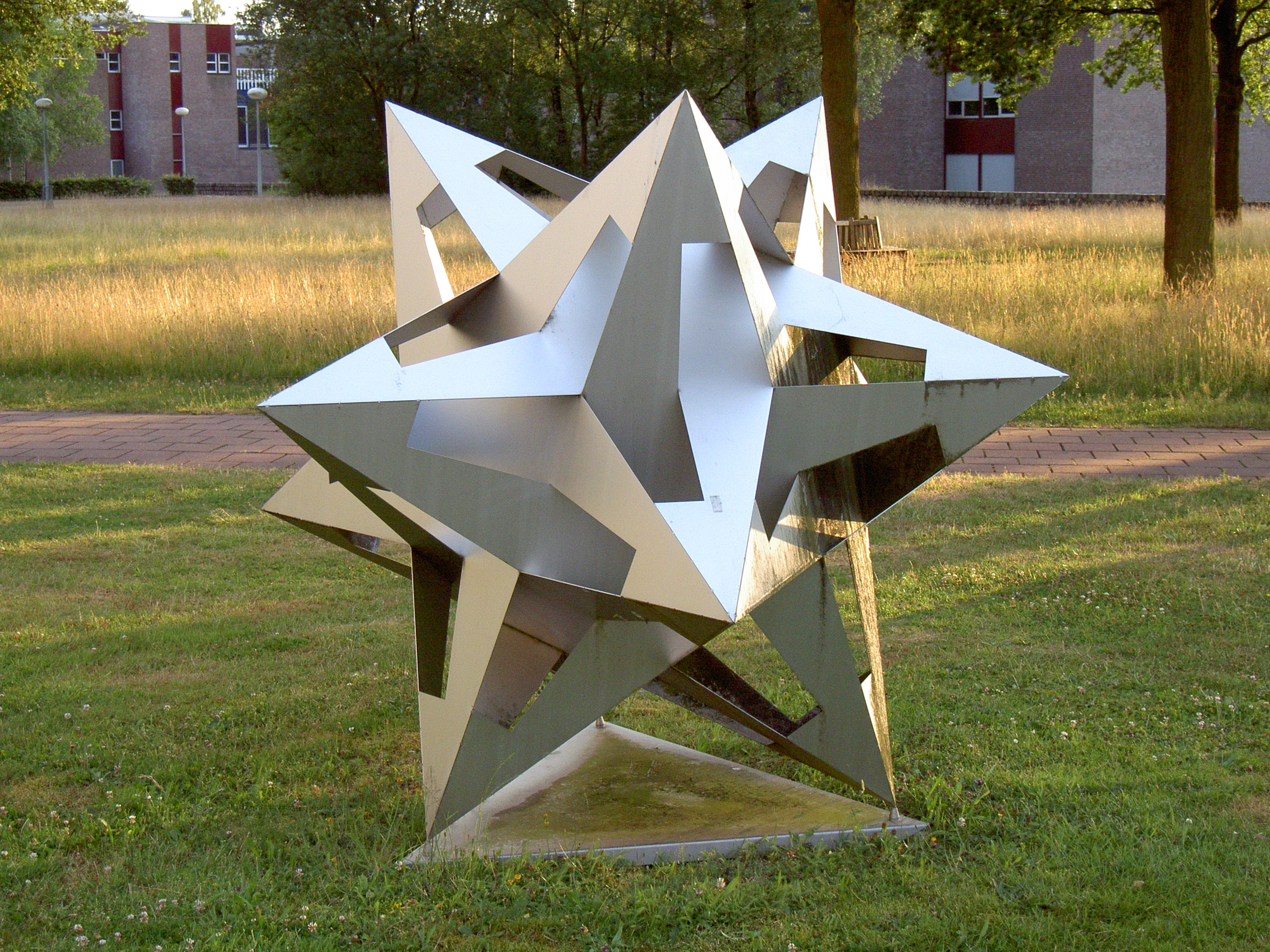
Скульптура за малюнком Ешера

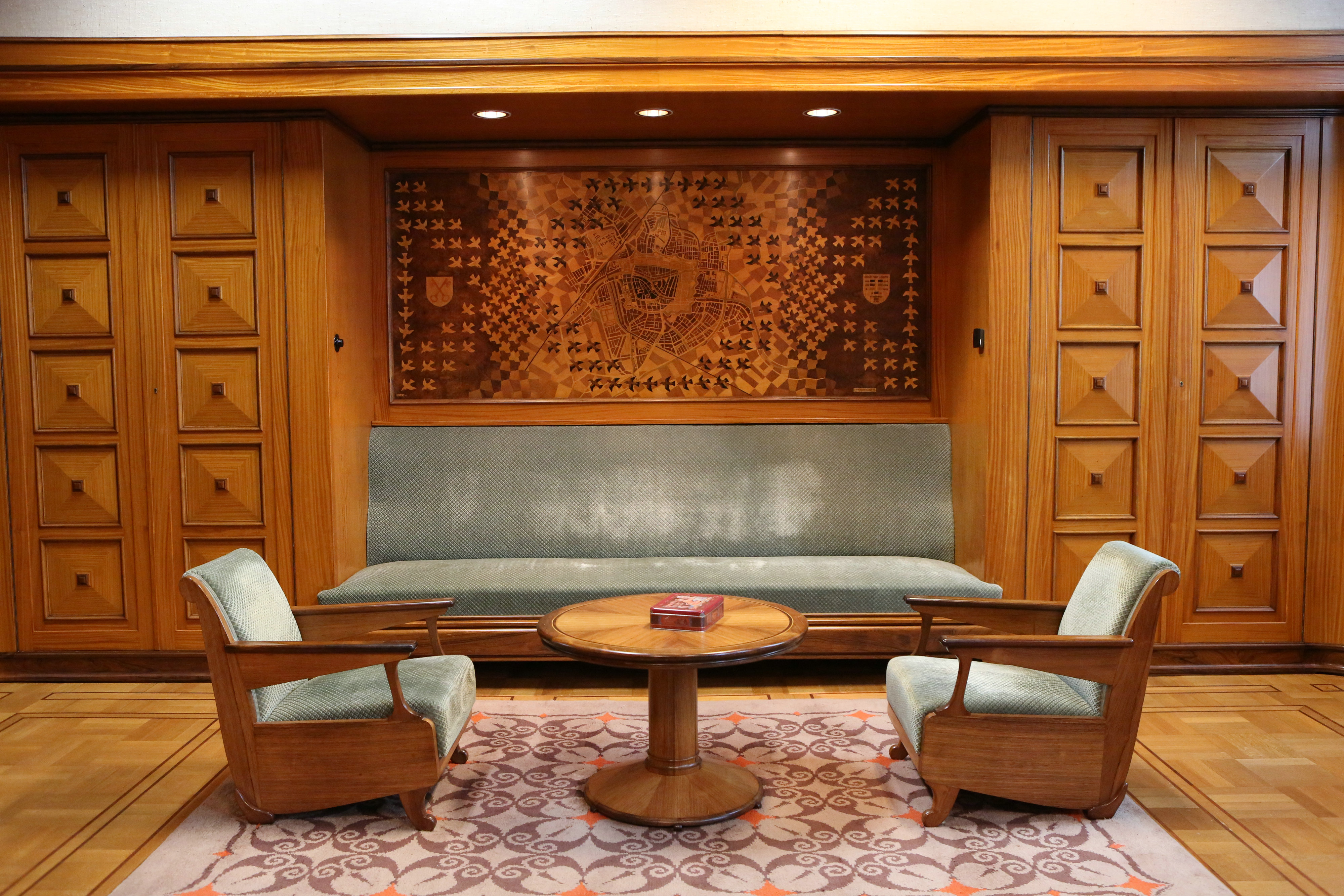
Дерев'яна карта Лейдена (робота Ешера)

Народився 17 червня 1898 року в Леувардені (Нідерланди), молодший син у сім'ї інженера-гідравліка Джорджа Арнолда Ешера й Сари Глайхман, дочки міністра.
З 1907 року Мауріц вчиться теслярської справи та гри на піаніно, ходить в середню школу. Оцінки з усіх наук у Мауріца були незадовільні, окрім малювання. Учитель малювання помітив талант у хлопчика й навчив його робити гравюри по дереву.
У 1916 році Ешер виконує свою першу графічну роботу, гравюру на фіолетовому лінолеумі — портрет свого батька Дж. А. Ешера. Він відвідує майстерню художника Герта Стегемана, що мав друкарський верстат. На цьому верстаті було віддруковано перші гравюри Ешера.
У 1918—1919 роках Ешер відвідує Технічний коледж у нідерландському містечку Делфті. Він дістав відстрочку від служби в армії, щоб учитись далі, але через погане здоров'я не упорався з навчальним планом, і його відрахували. Так він не здобув вищої освіти. Ешер вчиться в Школі архітектури й орнаменту в місті Гарлемі. Там він навчається малюванню в Самюеля Єссуруна де Мескіти, що відбилося в житті й творчості Ешера. У 1944 році Мескіту було заарештовано, і він помер у концтаборі. Усе життя Ешер зберігав у себе учителів ескіз з відбитком нацистського чобота.
У 1921 році родина Ешера відвідала Французьку Рив'єру й Італію. Зачарований рослинністю й кольорами середземноморського клімату, Мауріц зробив детальні малюнки кактусів і оливкових дерев. З'явилася перша публікація в журналі — «Великодні квіти» (гравюра на дереві). Ешер закінчує школу мистецтв і вирушає подорожувати по центральній Італії; робить багато ескізів та замальовок. У вересні відвідує в Іспанії Альгамбру, вважаючи її за найцікавішу, особливо її величезні мозаїки «колосальної складності з математично-художньої точки зору». У деталях скопіювавши арабські візерунки, Ешер назавжди захопився чарівністю орнаментів, що повторюються. Перша його теселяція називалася «Вісім голів».
У 1923—1925 роках подорожував по Італії; познайомився з швейцаркою Єттою Умікер. Малює з натури.
Перша його виставка відбулася в Сієні (Італія) та Гаазі (Нідерланди).
12 червня вінчається з Єттою у Віареджіо; переїздить до Риму. У 1926 році народився старший син Джордж, у 1930 — молодший, Артур. Уже тоді Ешер був відомою особою в Європі: на Джорджевих хрестинах були король Італії Еммануіл та Муссоліні.
У 1929 році в Нідерландах за один рік пройшли аж 5 персональних виставок художника.
У 1929 році виходить перша літографія «View of Goriano Sicoli, Arbuzzi».
Наступного року Ешер прилучається до асоціації художників-графіків, трохи згодом — до студії Pulchi. Він має велику пошану як «терплячий, спокійний холодний кресляр», а його роботи критикують за їхню «зайву інтелектуальність».
У 1930-і роки виходить з друку книга «Жахливі пригоди схоластики» з гравюрами на дереві роботи Ешера. Його твори на виставці сучасної гравюри (поліграфія) «Сторіччя прогресу» в Чикаго здобули лише позитивні відгуки.
Коли в 1935 році дев'ятирічного Ешерового сина силували носити форму гітлер'югенда, художник зрозумів, що прийшов гіркий час покинути Італію. Родина переїздить до Швейцарії, і без південного сонця Мауріца повсякчас долає депресія.
Одного разу Ешер показав свої тесселляції брату Берендові. Беренд, професор геології, був уражений гравюрами та побачив у них утілення ідей кристалографії. Він прислав брату перелік книг, і Ешер захопився теоретичною складовою справи. У лютому 1941 року Ешер з дружиною переїхав до Нідерландів, у місто Барн. У цьому місті він мешкав до самої смерті.
У 1946 році Ешер починає цікавитися технологією глибокого друку. І хоча ця технологія була набагато складніша за ту, якою користувався Ешер до цього і вимагала більше часу на створення картини, але результати вражали — тонкі лінії й точна передача тіней. Одну з найвідоміших робіт в техніці глибокого друку, «Крапля роси», було закінчено в 1948 році.
У 1950 році Мауріц Ешер здобув популярність як лектор. Тоді ж, в 1950 році, пройшла його перша персональна виставка в Сполучених Штатах, і його роботи починають купувати. 27 квітня 1955 року Мауріца Ешера посвячують в лицарі. Продаж картин починає приносити пристойні гроші, але Ешер, як і до цього, веде аскетичний спосіб життя. До самої смерті він не спілкувався майже ні з ким.
На початку 60-х років вийшла в світ перша книга з роботами Ешера «Grafiek en Tekeningen», у якій 76 робіт прокоментував сам автор.
Книга сприяла порозумінню серед математиків і кристалографів, серед яких були представники з Росії та Канади.
У серпні 1960-го Ешер прочитав лекцію з кристалографії в Кембріджі. Відтоді математичні та кристаллографічні аспекти творчості Ешера стають дуже популярними.
У 1970-му— операція та тривала госпіталізація. Ешер переїздить до Rosa-Spier-Foundation Laaren у будинок для старих художників.
Друкують «De werelden van M. C. Escher» («Світ Ешера»). М. К. Ешер помер у 1972 році в лютеранській лікарні Гілверсума (Hilversum).

## Біля воріт чарівного саду
У 1954 р. в Амстердамі відбулася велика виставка Ешера, приурочена до XII Міжнародного математичного конгресу. Відтоді вся фізико-математична література рясніє гравюрами Ешера. Нобелівський лауреат американський фізик Янг Чженьнін використовував його «Вершника» для пояснення принципів симетрії в квантовій механіці.
Роботи Ешера — це приголомшливі ілюстрації до математичних ідей періодичності і теорії кристалографічних груп, вони демонструють типи симетрії, застосовані в інженерній справі, геології і криптографії. А художник сміявся: він жодного разу в житті не одержав гарної оцінки з математики й був математично необізнаний. Коли одного разу відомий геометр Гарольд Коксетер запросив Ешера на свою лекцію про математичний зміст його літографій, художник не зрозумів майже ні слова. Що ж, як писав сам Ешер, «математики знаходять шлях до брам саду. Але вони ніколи не заходять усередину, щоб отримати насолоду».

## Цікаві факти
Найбільша картина Мауріца Ешера, на якій представлена послідовність 10 трансформацій,— «Метаморфози-2». Це полотно розміром 19 см на 3,9 м.
Одного разу, щоб знайти кошти на круїз по Середземному морю, Ешер звернувся до морської компанії «Адрія». Він запропонував гравюри кораблів і портів, які зробить в дорозі, як платню за подорож. В «Адрії» залюбки погодилися.
Як і багато геніїв, Ешер був лівша. Він малював лівою рукою, а писав правою.
Уславлену серію гравюр «Дні творіння» Ешер створив після загибелі брата-альпініста.
Створюючи «Рептилій», Ешер спочатку виліпив фігурку крокодила з пластиліну та пересував її по столу, аби замалювати її з різних боків.
У спадщині Мауріца Ешера 448 ксилографій, ліногравюр і літографій, понад 2000 малюнків. З них рівно 137 — теселяції. Остання, з привидами,— рішення загадки, що її прислав англійський вчений Роджер Пенроуз.
На честь художника названо астероїд 4444 Ешер.